# Jouy-sur-Eure
Pour les articles homonymes, voir Jouy.
Jouy-sur-Eure est une commune française située dans le département de l'Eure, en région Normandie.

## Géographie
La commune est située dans la plaine de Cocherel  Site inscrit (1977).

### Localisation
|         | Fontaine-sous-Jouy | Chambray Houlbec-Cocherel |
| Gauciel | Jouy-sur-Eure      |                           |
| Gauciel | Miserey            | Hardencourt-Cocherel      |

### Hydrographie
La commune est située dans le bassin Seine-Normandie. Elle est drainée par l'Eure, le fossé 01 de la commune de Jouy-sur-Eure, le canal 01 de la commune de Jouy-sur-Eure, le canal 02 de la commune de Jouy-sur-Eure, le cours d'eau 01 des Vallois et un autre petit cours d'eau,.
L'Eure, un canal, chenal et cours d'eau naturel non navigable d'une longueur de 229 km, prend sa source dans la commune de Longny les Villages et se jette  dans la Seine à Saint-Pierre-lès-Elbeuf, après avoir traversé 91 communes.

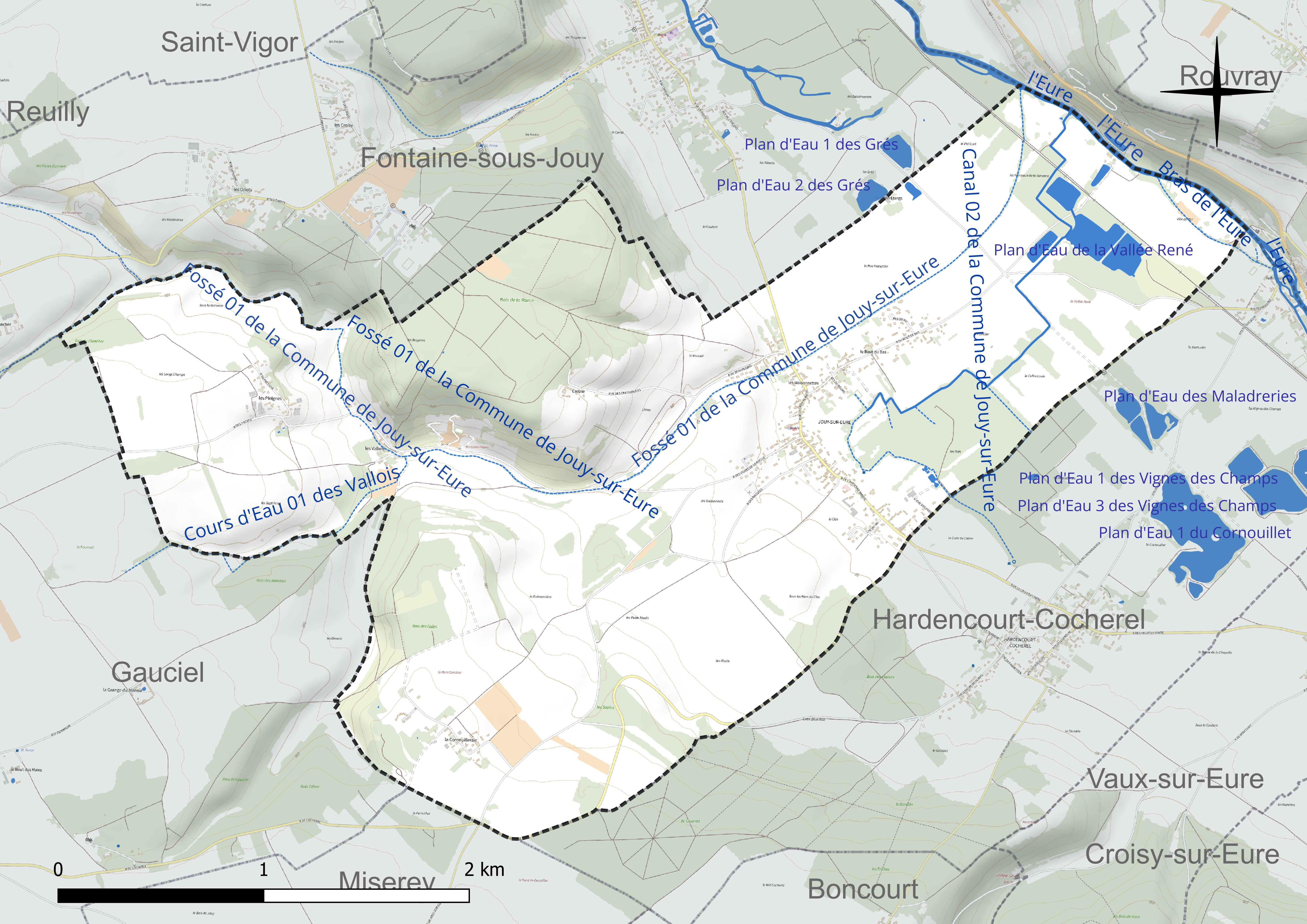
Réseau hydrographique de Jouy-sur-Eure.

Deux plans d'eau complètent le réseau hydrographique : le plan d'eau de la Vallée René (5,9 ha) et le plan d'eau des Fonceaux de la Garenne (1,5 ha),.

### Climat
Pour des articles plus généraux, voir Climat de la Normandie et Climat de l'Eure.
En 2010, le climat de la commune est de type climat océanique dégradé des plaines du Centre et du Nord, selon une étude du CNRS s'appuyant sur une série de données couvrant la période 1971-2000. En 2020, Météo-France publie une typologie des climats de la France métropolitaine dans laquelle la commune est exposée à un climat océanique et est dans la région climatique  Sud-ouest du bassin Parisien, caractérisée par une faible pluviométrie, notamment au printemps (120 à 150 mm) et un hiver froid (3,5 °C). Parallèlement le GIEC normand, un groupe régional d’experts sur le climat, différencie quant à lui, dans une étude de 2020, trois grands types de climats pour la région Normandie, nuancés à une échelle plus fine par les facteurs géographiques locaux. La commune est, selon ce zonage, exposée à un « climat des plateaux abrités », correspondant aux plaines agricoles de l’Eure, avec une pluviométrie beaucoup plus faible que dans la plaine de Caen en raison du double effet d’abri provoqué par les collines du Bocage normand et par celles qui s’étendent sur un axe du Pays d'Auge au Perche.
Pour la période 1971-2000, la température annuelle moyenne est de 11,1 °C, avec  une amplitude thermique annuelle de 14,6 °C. Le cumul annuel moyen de précipitations est de 657 mm, avec 10,8 jours de précipitations en janvier et 7,8 jours en juillet. Pour la période 1991-2020, la température moyenne annuelle observée sur la station météorologique la plus proche, située sur la commune de Huest à 7 km à vol d'oiseau, est de 11,2 °C et le cumul annuel moyen de précipitations est de 600,6 mm,. Pour l'avenir, les paramètres climatiques de la commune estimés pour 2050 selon différents scénarios d’émission de gaz à effet de serre sont consultables sur un site dédié publié par Météo-France en novembre 2022.

## Urbanisme

### Typologie
Au 1er janvier 2024, Jouy-sur-Eure est catégorisée commune rurale à habitat dispersé, selon la nouvelle grille communale de densité à 7 niveaux définie par l'Insee en 2022.
Elle est située hors unité urbaine. Par ailleurs la commune fait partie de l'aire d'attraction d'Évreux, dont elle est une commune de la couronne,. Cette aire, qui regroupe 108 communes, est catégorisée dans les aires de 50 000 à moins de 200 000 habitants,.

### Occupation des sols
L'occupation des sols de la commune, telle qu'elle ressort de la base de données européenne d’occupation biophysique des sols Corine Land Cover (CLC), est marquée par l'importance des territoires agricoles (80 % en 2018), une proportion sensiblement équivalente à celle de 1990 (80,6 %). La répartition détaillée en 2018 est la suivante : 
terres arables (62,7 %), forêts (15,4 %), zones agricoles hétérogènes (12 %), prairies (5,3 %), zones urbanisées (4,6 %). L'évolution de l’occupation des sols de la commune et de ses infrastructures peut être observée sur les différentes représentations cartographiques du territoire : la carte de Cassini (XVIIIe siècle), la carte d'état-major (1820-1866) et les cartes ou photos aériennes de l'IGN pour la période actuelle (1950 à aujourd'hui).

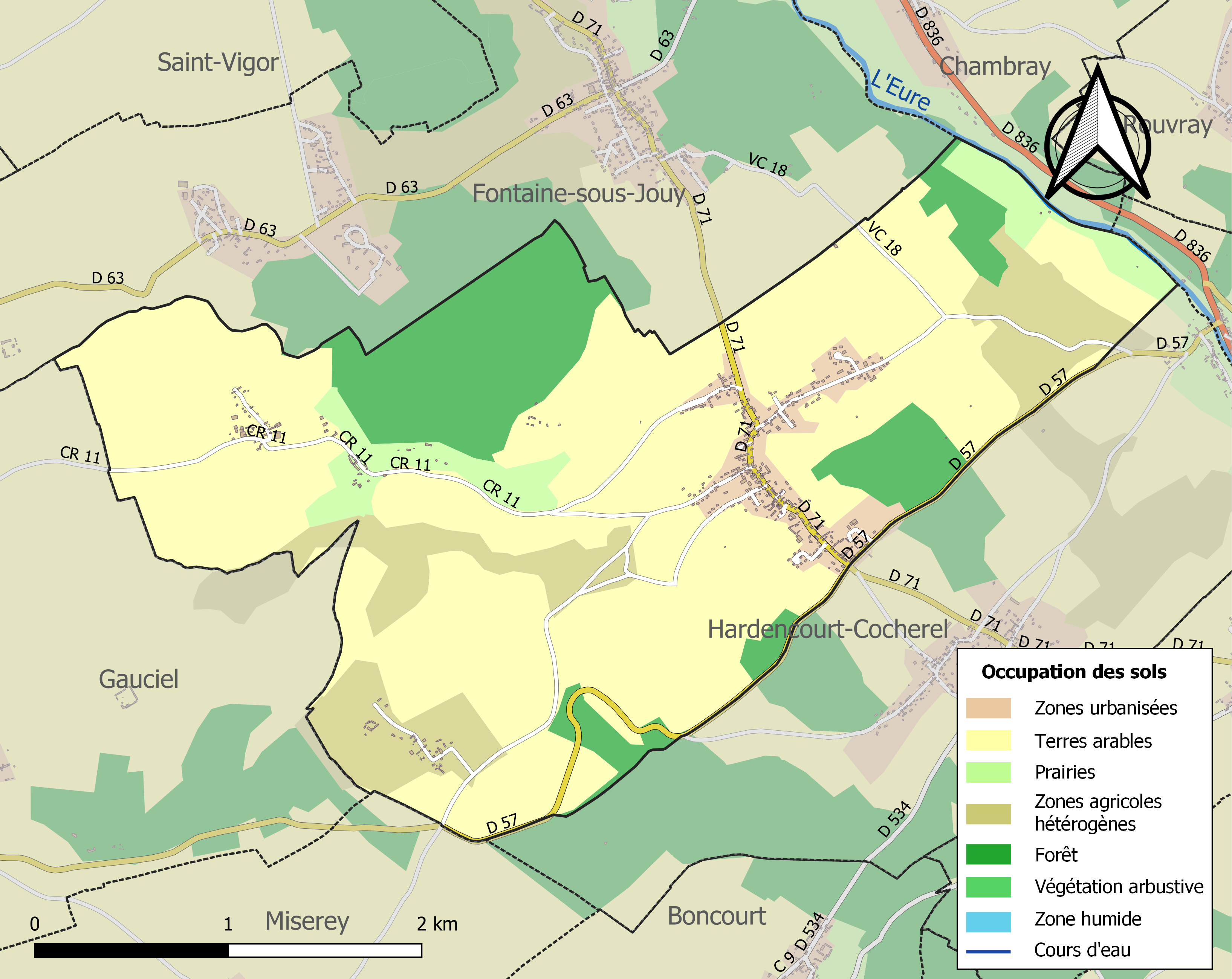
Carte des infrastructures et de l'occupation des sols de la commune en 2018 (CLC).

## Toponymie
Le nom de la localité est attesté sous les formes Gaudiacus (charte de Charles le Chauve, cartulaire de Jumiéges) en 849, Goyacus en 1201 (cartulaire de Jumiéges), Goiacus en 1025 et Godiacum, Gaudiaci entre 1037 et 1043, Goe, 1217 (charte de Luc, éveque d’Évreux), Joe au XIIIe siècle (charte de Robert de Meulan), Joi et Joiacum en 1243 (cartulaire de Jumiéges), Joyacus en 1457 (reg. de l’officialité d’Évreux).
Jouy est mentionnée sous la forme latinisée Gaugiacum au Moyen Âge. *Gaudiacum est un archétype toponymique commun au nord de la France qui a donné Gouy (normanno-picarde), Joué (forme de l'ouest) et Jouy (forme du français central). Il se compose de Gaudius (latin gaudium, gaudia > joie) nom de personne chrétien et du suffixe de propriété -acum.
L'Eure est une rivière française qui prend sa source dans la région naturelle du Perche et qui coule dans les départements de l'Orne, d'Eure-et-Loir, de l'Eure et de la Seine-Maritime.

## Histoire
Ancienne baronnie dépendant de l'abbaye de Jumièges.

## Politique et administration
| Période                                  | Période  | Identité        | Étiquette | Qualité  |
| ---------------------------------------- | -------- | --------------- | --------- | -------- |
| Les données manquantes sont à compléter. |          |                 |           |          |
| 1995                                     | 2020     | Gilbert Noël    | DVD       | Retraité |
| 2020                                     | En cours | Philippe Allain |           | Retraité |

## Démographie
L'évolution du nombre d'habitants est connue à travers les recensements de la population effectués dans la commune depuis 1793. Pour les communes de moins de 10 000 habitants, une enquête de recensement portant sur toute la population est réalisée tous les cinq ans, les populations de référence des années intermédiaires étant quant à elles estimées par interpolation ou extrapolation. Pour la commune, le premier recensement exhaustif entrant dans le cadre du nouveau dispositif a été réalisé en 2007.

En 2022, la commune comptait 558 habitants, en évolution de −2,79 % par rapport à 2016 (Eure : −0,25 %, France hors Mayotte : +2,11 %).
| 1793 | 1800 | 1806 | 1821 | 1831 | 1836 | 1841 | 1846 | 1851 |
| ---- | ---- | ---- | ---- | ---- | ---- | ---- | ---- | ---- |
| 405  | 438  | 439  | 514  | 502  | 515  | 508  | 508  | 508  |

| 1856 | 1861 | 1866 | 1872 | 1876 | 1881 | 1886 | 1891 | 1896 |
| ---- | ---- | ---- | ---- | ---- | ---- | ---- | ---- | ---- |
| 469  | 475  | 466  | 442  | 424  | 402  | 400  | 390  | 383  |

| 1901 | 1906 | 1911 | 1921 | 1926 | 1931 | 1936 | 1946 | 1954 |
| ---- | ---- | ---- | ---- | ---- | ---- | ---- | ---- | ---- |
| 338  | 334  | 293  | 263  | 319  | 311  | 277  | 342  | 358  |

| 1962 | 1968 | 1975 | 1982 | 1990 | 1999 | 2006 | 2007 | 2012 |
| ---- | ---- | ---- | ---- | ---- | ---- | ---- | ---- | ---- |
| 371  | 370  | 385  | 430  | 524  | 545  | 567  | 570  | 559  |

| 2017 | 2022 | - | - | - | - | - | - | - |
| ---- | ---- | - | - | - | - | - | - | - |
| 583  | 558  | - | - | - | - | - | - | - |

## Culture locale et patrimoine

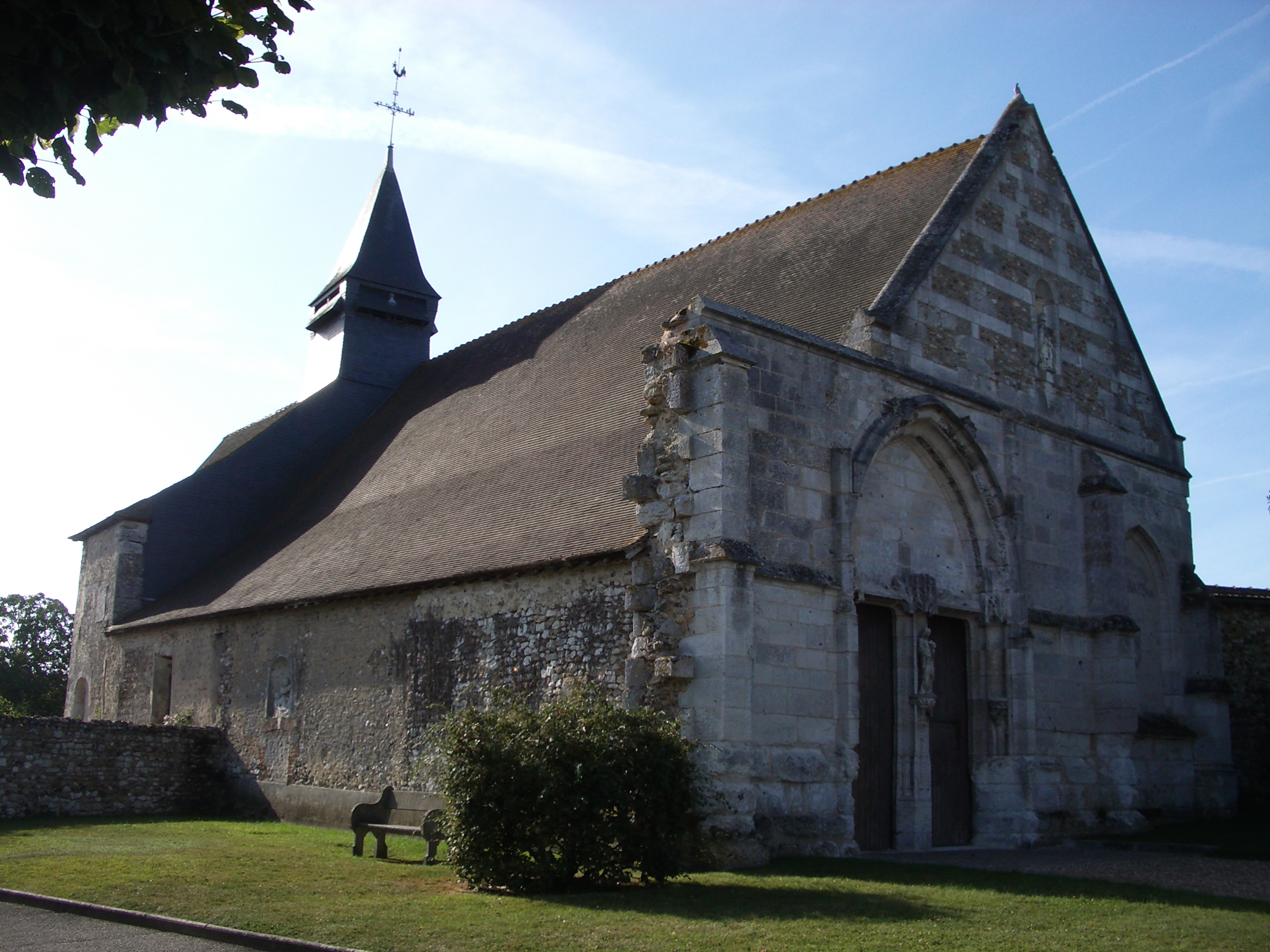
Église Saint-Pierre,
.

### Lieux et monuments
- Le bois de la Ronce, en mai 1364, servit de repaire aux troupes adversaires de Bertrand Du Guesclin lors de la bataille de Cocherel.
- L'église Saint-Pierre,  Classé MH (1930)[30]. Elle a été érigée au XIIIe siècle pour ce qui est du mur nord de la nef, et au XIVe siècle pour le chœur, lui-même remanié aux XVIe et XVIIe siècles. L'abbé de Jumièges avait le patronage de l'église de Jouy où il possédait aussi un prieuré[31].

### Personnalités liées à la commune
- Xavier Oriach, peintre contemporain, ayant installé un atelier dans la commune.

## Héraldique
| Blason de Jouy-sur-Eure | Blason  | Écartelé, au 1er d’azur à trois fleurs de lys d’or, au 2e de gueules aux deux léopards d’or passant l'un sur l'autre, au 3e de gueules à la harpe d’argent, au 4e d’azur à la clef contournée d’argent, au bâton componé d’argent et de gueules en bande brochant sur le tout. |
| Blason de Jouy-sur-Eure | Détails | Les deux léopards d'or sur champ de gueules rappellent les armes de la Normandie. Création Olivier JOLY, Adopté le 21 Septembre 2020. |